# Harry Knipschild
Harry Knipschild (geboren als Henricus Hubertus Knipschild; Heerlen, 1 maart 1944) is een Nederlandse historicus op het gebied van de katholieke missie en popmuziek. Daarnaast houdt hij zich onder meer bezig met Aziatische geschiedenis en de relatie Amerika-Nederland. 

## Biografie
Knipschild groeide op in Maastricht waar hij in de Sint-Martinuskerk gevormd werd door de Roermondse bisschop Lemmens. Van 1956 tot 1962 bezocht hij het Henric van Veldekecollege waar hij zijn diploma gymnasium ß haalde. Na zijn middelbare school verhuisde hij in 1962 naar Utrecht om aan de RU Utrecht wis-, natuur- en sterrenkunde te studeren en waar hij in 1965 alleen zijn kandidaatsexamen wiskunde behaalde.
Door zijn belangstelling voor popmuziek werd hij in 1964 door Radio Veronica aangenomen als producer van het programma Veronica’s Rhythm & Blues Hop (1964-1972) dat gepresenteerd werd door Joost den Draaijer (Willem van Kooten). Knipschild heeft het programma later ook gepresenteerd. Tevens werkte hij mee aan het programma Meat the Beat van Jan van Veen. Hij heeft sindsdien voor diverse tijdschriften over popmuziek geschreven, waaronder Rhythm and Blues, Tuney Tunes, Hillbilly Hayride, Hitwezen, Hitweek, Kink, Teenbeat, Muziek Expres, Muziek- en Beeldinfo, Veronica-blad en Fonografiek.
Knipschild is werkzaam geweest in diverse functies bij de platenmaatschappijen Artone, Negram-Delta, Iramac, Polydor en muziekuitgeverij Universal Songs. Hij is direct betrokken geweest bij de carrière van honderden artiesten en groepen, waaronder Sandy Coast, Flairck, Herman van Veen, Euson, New Adventures, The Rubettes, Slade, The Bee Gees, Percy Sledge, Toon Hermans, The Hollies, Het Klein Orkest en ABBA. Namens de Nederlandse muziekindustrie was hij in maart 1973 de producer van het Popgala dat door de VARA-televisie vanuit de Vliegermolen in Voorburg werd uitgezonden. Er waren live-optredens van The Who, The Eagles, Ry Cooder, Rod Stewart, Slade, Rory Gallagher, Gary Glitter, Chi Coltrane en Supersister.

## Historicus
In 1995 is Knipschild in Leiden geschiedenis gaan studeren. In 2000 studeerde hij af met een scriptie over Herman Willem Daendels. In 2005 promoveerde hij in Leiden bij prof. dr. Leonard Blussé van Oud Alblas op het onderwerp Ferdinand Hamer 1840-1900. Missiepionier en martelaar in China. In 2007 kreeg zijn proefschrift een vervolg met het boek Soldaten van God. Nederlandse en Belgische missionarissen op missie in China in de negentiende eeuw, dat in 2008 werd genomineerd voor de Geschiedenis Publieksprijs. In 2010 publiceerde hij het boek, Money Money Money? Verhalen uit de geschiedenis van de popmuziek. Deel 1.
Knipschild schrijft voor diverse media over onder meer de katholieke missie en popmuziek. Ook houdt hij lezingen in Nederland. In 2009 is hij begonnen met het regelmatig publiceren van artikelen op zijn website.